# Hrobice (okres Pardubice)
Obec Hrobice se nachází v okrese Pardubice, kraj Pardubický. Žije zde 269 obyvatel.

## Historie
První písemná zmínka o obci pochází z roku 1371. V nejstarších dobách obec patřila k Opatovickému klášteru. V minulosti byla obec zemědělská s významným průmyslovým podnikem - lihovarem, který byl součástí pardubického velkostatku. Po pozemkové reformě zde bylo v roce 1992 založeno Lihovarnické a zásobovací družstvo zemědělců.
V současné době má v areálu lihovaru své administrativní a skladové zázemí firma POL-SKONE CZ. Výhradní zástupce jednoho z předních producentů interiérových a vchodových dveří a dřevěných oken.